# Open AJAX
Open AJAX — инициатива, созданная несколькими крупными компаниями для развития технологии AJAX и расширения сферы применения приложений, созданных с её использованием.
Промежуточными целями инициативы являются создание унифицированного стандарта для AJAX-приложений и интегрированной среды разработки программного обеспечения на основе Eclipse IDE (AJAX Toolkit Framework (ATF) Project Архивная копия от 19 августа 2007 на Wayback Machine в рамках Eclipse Web Tools Platform («WTP») Project).

## Участники инициативы
- IBM
- BEA Systems
- Borland
- Dojo Foundation
- Eclipse Foundation
- Google
- Laszlo Systems
- Mozilla Foundation
- Novell
- Openwave Systems
- Oracle
- Red Hat
- Yahoo!
- Zend Technologies
- Zimbra

## Статьи
- ИТ-гиганты продвигают Open Ajax в CNews
- Open source Project to take Ajax mainstream в Computer Business Review online.
- IBM spearheads AJAX tools at Eclipse в ZDNet
- IBM Leads Open AJAX Initiative  в eWeek